# آناستازیا ماکسیمووا
آناستازیا ماکسیمووا (روسی: Анастасия Ивановна Максимова؛ زادهٔ ۲۷ ژوئن ۱۹۹۱) ژیمناست ریتمیک اهل روسیه است.
وی همچنین برندهٔ جوایزی همچون نشان دوستی شده‌است.